# Olios debilipes
Olios debilipes är en spindelart som beskrevs av Mello-Leitao 1945. Olios debilipes ingår i släktet Olios och familjen jättekrabbspindlar. Inga underarter finns listade i Catalogue of Life.